# Dudu Borges
Eduardo Borges de Souza (Campo Grande, 28 de janeiro de 1983[carece de fontes?]), mais conhecido como Dudu Borges e, em alguns casos, com o nome artístico Analaga  é um multi-instrumentista, compositor, arranjador e produtor musical brasileiro.
É ex-integrante da banda de rock cristão Resgate, da qual participou de 2002 a 2012, atuando como tecladista, compositor e produtor musical. No entanto, maior parte de sua notoriedade foi adquirida ao trabalhar com artistas do meio sertanejo, do qual é considerado um dos principais responsáveis pela musicalidade da geração "universitária". É até hoje o produtor musical mais caro do Brasil.
Desde 2018, lança singles e álbuns sob o nome artístico Analaga, focado em gêneros como música eletrônica, sertanejo, pop e música cristã contemporânea. Como compositor, teve músicas gravadas por Jorge & Mateus, Ivete Sangalo, Luan Santana, Bruno & Marrone e outros nomes.

## Biografia
Nascido num lar cristão em Campo Grande, Dudu Borges começou seu contato com a música logo na infância. Com as influências de seu pai, pianista, começou a tocar sozinho aos oito anos. Aos quatorze já trabalhava como produtor e arranjador de singles para publicidade e na música religiosa no estúdio de seu primo em sua cidade.
Aos 17 anos, Dudu mudou-se para São Paulo para estudar música mas na primeira semana já estava contratado pela gravadora Gospel Records, da Igreja Renascer em Cristo. Segundo o tecladista, seu primeiro trabalho de projeção foi no disco Aperte o Play, da banda Patmus, que foi sua porta de entrada para São Paulo, lançado em 2000. Também trabalhou com a banda Resgate em 2002, trabalhando no álbum Eu Continuo de Pé ao lado do produtor Paulo Anhaia.
Com uma presença maior nos shows do Resgate e como músico convidado nos álbuns da banda, Dudu Borges foi efetivado integrante em 2005. Nesta época, Dudu começou a trabalhar no álbum Até eu Envelhecer, que contou com a sua assinatura como produtor. Ainda, trabalhou com o Katsbarnea no álbum A Tinta de Deus, dentre outros discos até o fechamento da gravadora em 2009.
Ao mesmo tempo em que se estabelecia no meio religioso, o produtor também fez sua participação no segmento da música sertaneja. Em 2005, como tecladista e arranjador, Dudu gravou o DVD Ao Vivo em Campo Grande do Grupo Tradição, tendo um dos seus arranjos como ponto inicial da carreira na música sertaneja. A faixa “Campeão de Bilheteria” foi considerada a primeira música do Grupo Tradição a tocar em nacionalmente em rádios. Em 2006, Dudu Borges escreveu os arranjos de algumas músicas do DVD Ao Vivo em Goiânia, da dupla Bruno & Marrone. “Não Posso Ter Medo de Amar” foi escolhida para ser a música de trabalho da dupla naquele ano.
Ainda em 2006, começou a parceria com a dupla João Bosco & Vinícius fazendo o arranjo da música “Se Não Dá Pra Continuar”. A parceria com a dupla continuou e em 2009, Dudu participou do álbum Curtição, que trazia o hit “Chora, Me Liga”. O álbum foi a entrada definitiva no mercado de música nacional. Produzido e arranjado por Dudu Borges, Curtição é considerado o disco responsável por toda a mudança que ocorreu na música sertaneja no final da década de 2000.
Em 2009, Dudu Borges inaugurou o Studio Vip, um dos maiores e mais modernos estúdios do Brasil em equipamento e conceito, onde são produzidos somente seus próprios projetos. No estúdio, foi gravado o último álbum inédito do músico com o Resgate, chamado Ainda não É o Último, liberado em abril de 2010 como o álbum de estreia do selo evangélico da Sony Music Brasil.
Em 2011, o músico trabalhou na compilação que reuniu os maiores sucessos da banda Resgate em mais de 22 anos de carreira, o Pretérito Imperfeito, mais que Perfeito, sendo seu último trabalho com a banda. Seu envolvimento com outros músicos e trabalhos fora do Resgate fez com que Dudu Borges deixasse a banda em 2012. Apesar disso, a relação entre o tecladista e a banda seguiu amigável e o baterista Jorge Bruno chegou a dizer que "Somos muito amigos" e o vocalista Zé Bruno afirmou que "Ele é um cara especial. Não é à toa que está onde está. Trabalha sério e é diferente" em uma entrevista.
Ainda em 2011, veio o primeiro prêmio internacional: o Grammy Latino na categoria Melhor Álbum de Música Sertaneja com o disco homônimo de João Bosco & Vinícius, o qual Dudu Borges produziu e arranjou todas as faixas.
A partir daí, Dudu Borges começou a ser procurado para produzir a maioria das duplas e cantores sertanejos de maior sucesso no Brasil. Produziu Luan Santana, Gusttavo Lima, Fernando & Sorocaba, Cristiano Araújo, Lucas Lucco, entre outros. Com o aumento de sua popularidade, Dudu Borges também passou a produzir artistas e bandas de outros gêneros, como Jorge Ben Jor, Fábio Jr., Oba Oba Samba House, Aviões do Forró, Belo, Fiuk, entre outros. O músico também já trabalhou com Dulce Maria, Ricky Martin, Maná, Carlos Vives, dentre outros.
Em 2014, os canais de TV Multishow e Canal Bis exibiram a primeira temporada do programa Studio Vip, em 6 episódios mostrando o dia a dia do produtor em seu estúdio e tudo o que acontece por trás de cada projeto. Nessa era de música digital que vivemos, Dudu Borges ultrapassou a marca de 1 bilhão de visualizações dos vídeos oficiais das músicas produzidas por ele.
Em 2017, Dudu Borges se retirou da produção sertaneja. Em entrevista, o produtor justificou que "eu gravava dois, três artistas gigantes em um dia só, todos em busca de resultados inacreditáveis, e eu vivendo uma forma muito intensa, sem tempo, sem paciência e sem saúde para aquilo". Depois disso, resolveu assinar canções não somente como produtor, mas também como artista. A estreia se deu em 2018, com o nome artístico Analaga, pelo qual foi lançado músicas colaborativas com diferentes artistas, incluindo principalmente covers. Em 2019, a música "Lençol Dobrado", lançada por Dudu Borges em parceria com a dupla João Gustavo & Murilo, foi uma das mais executadas no Brasil em seu ano de lançamento e a mais executada nas plataformas de streaming Spotify e Deezer.
Como Analaga, Dudu Borges gravou e produziu músicas com vários artistas, como Atitude 67, Gloria Groove, Thiaguinho, Mariana Rios, Matheus & Kauan, Paulo Miklos, Pedro Mariano, Anavitória e Celso Fonseca.

## Discografia
Com o Resgate
- 2002: Eu Continuo de Pé
- 2004: Ao Vivo
- 2006: Até eu Envelhecer
- 2008: Até eu Envelhecer - Ao Vivo
- 2010: Ainda não É o Último
- 2011: Pretérito Imperfeito, mais que Perfeito

Como produtor musical e/ou músico convidado e arranjador
- 2000: Aperte o Play - Patmus
- 2001: Liberdade - Cusm
- 2001: Não Há Impossíveis - Rm6
- 2001: Aliança Eterna - Faty
- 2001: Por Todos os Lados - Código C
- 2002: Refúgio - Maurílio Santos
- 2002: Fanático - DJ Alpiste
- 2003: Acústico - DJ Alpiste
- 2005: Ao Vivo - Maurílio Santos
- 2005: Be Please - Phill Tarver
- 2006: Novo Coração - Salgadinho
- 2006: III - Rm6
- 2006: Mais ao Vivo do que Nunca - Militantes
- 2006: Banda Baque - Banda Baque
- 2007: A Tinta de Deus - Katsbarnea
- 2007: Ao Vivo - Praise Machine
- 2007: Louvores Inesquecíveis - Marcelo Aguiar
- 2008: Maior Amor - Ma-Lu
- 2008: A Espera não Pode Matar a Esperança - Renascer Praise
- 2008: Importante É Amar - Mara Maravilha
- 2009: Curtição - João Bosco & Vinícius
- 2010: Aí já Era - Jorge e Mateus
- 2011: Juras de Amor - Bruno & Marrone
- 2011: Quando amanhecer - George Henrique & Rodrigo
- 2012: Na Balada - Michel Teló
- 2012: Pela Porta da Frente - Bruno & Marrone
- 2012: A Festa - João Bosco & Vinícius
- 2012: A Hora é Agora - Jorge & Mateus
- 2013: At The Royal Albert Hall - Live In London  - Jorge e Mateus
- 2013: Sunset - Michel Teló
- 2013: Mundo Paralelo - Matheus e Kauan
- 2013: O Nosso Tempo É Hoje - Luan Santana
- 2013: Ao Vivo em Campo Grande - Bruninho & Davi
- 2013: Homens e Anjos - Fernando & Sorocaba
- 2014: Sin Fronteras - Dulce María
- 2014: O Destino - Ao Vivo - Lucas Lucco
- 2014: In the Cities - Ao Vivo em Cuiabá - Cristiano Araújo
- 2015: Tempo Certo - Ao Vivo em Campo Grande - Henrique & Diego
- 2015: Os Anjos Cantam - Jorge & Mateus
- 2015: Acústico - Luan Santana
- 2015: Estrada de Chão - João Bosco & Vinicius
- 2016: 50/50 - Gusttavo Lima
- 2016: 1977 - Luan Santana
- 2016: Clássico - Bruno & Marrone e Chitãozinho & Xororó
- 2016: Os Menotti no Som - César Menotti & Fabiano
- 2017: De Braços Abertos - Henrique & Diego
- 2017: Atitude 67 - Atitude 67
- 2018: EP 2 - Henrique & Diego
- 2019: Quase um segundo - João Sabiá
- 2019: A2 - Pedro Mariano
- 2019: Quase Ontem - Bruninho & Davi
- 2019: O Tempo - Celso Fonseca
- 2020: Label 67 - Atitude 67
- 2020: Viciando - João Gustavo & Murilo
- 2020: Arraiá 67 - Atitude 67
- 2021: Experi Black - Mr. Dan
- 2024: Check-In - Jorge e Mateus